# 諫早市立高来西小学校
諫早市立高来西小学校（いさはやしりつ たかきにししょうがっこう、Isahaya City Takaki Nishi Elementary School）は、長崎県諫早市高来町峰にある公立小学校。

## 概要
歴史
1959年（昭和34年）に高来町内の小学校2校（小江小学校と深海小学校）が統合され開校。2014年（平成26年）に創立55周年を迎えた。
校章
高来町の木モミの木の葉を図案化したものを背景にして、中央に「西」の文字を置いている。
校歌
作詞は西川武治、作曲は深町一朗による。歌詞は3番まであり、3番に校名の一部「高来」が登場する。
校区
「長崎県諫早市高来町」の後に「下与、上与、峰、平田、折山、西平原、西尾、小船津、古場、建山、船津、大戸、冨地戸、小江干拓」が続く地域（高来東部地区）。中学校区は諫早市立高来中学校。

## 沿革
旧・小江小学校（※小江の読みは「おえ」）
- 1873年（明治6年）- 小江村下与中江に「小江小学校」が創立。
- 1874年（明治7年）- 台風で校舎が倒壊。間もなく再建。
- 1875年（明治8年）2月28日[2] - 第五大学区長崎県管下第一中学区高来郡の小学校として長崎県によって設置が認可される。
- 1878年（明治11年）- 郡制の施行により、北高来郡に属することとなる。
- 1882年（明治15年）- 校区の改定により、藤田尾村の児童が深海小学校に転出。「小江学区公立初等小江小学校」に改称。
- 1884年（明治17年）- 校区の改定により、犬木村の児童が湯江小学校から小江小学校に転入。
- 1886年（明治19年）- 小学校令の施行により、「尋常小江小学校」に改称。
- 1889年（明治22年）- 町村制の施行により、小江村立の小学校となる。
- 1890年（明治23年）- 小江村下与名打越に校舎を新築。
- 1893年（明治26年）- 弘文尋常小学校内に小長井・湯江・小江三村組合立の高等小学校が併設される。
- 1897年（明治30年）- 三村組合立湯江高等小学校が廃止される。
- 1898年（明治31年）- 高等科（修業年限4年）を併設し「小江尋常高等小学校」に改称。
- 1899年（明治32年）- 深海村からの要請により、深海尋常小学校を修了した児童の高等科受け入れを開始。
- 1904年（明治37年）- 高等科に農業科を設置。
- 1906年（明治39年）- 小江農業補習学校を併設し、夜間教授を開始。校長は小学校校長が兼任する。
- 1908年（明治41年）- 小学校令の改正により、義務教育年限（尋常科の修業年限）が4年から6年に延長される。
  - 尋常科4年・高等科4年を尋常科6年・高等科2年とする（旧高等科1年→尋常科5年、旧高等科2年→尋常科6年、旧高等科3年→高等科1年、旧高等科4年→高等科2年）。
  - 深海尋常小学校に高等科が併置されたため、深海地区から通学する高等科生を移管する。
- 1909年（明治42年）- 学校園「小江公園」が完成。
- 1912年（明治45年）- 犬木に農業補習学校の分教場を開設。
- 1915年（大正4年）- 実習地を開設。
- 1919年（大正8年）- 下与字宮本に新校舎が完成し移転を完了。
- 1933年（昭和8年）- 運動場と学校園を拡大。
- 1935年（昭和10年）6月1日 - 青年学校令の施行により、小江農業補習学校が「小江青年学校」に改称。
- 1941年（昭和16年）4月1日 - 国民学校令の施行により、「小江村国民学校」に改称。尋常科を初等科に改める。
- 1947年（昭和22年）4月1日 - 学制改革（六・三制の実施）が行われる。
  - 小江村国民学校の初等科が改組され「小江村立小江小学校」となる。
  - 小江村国民学校の高等科と青年学校の普通科が改組され「小江村立小江中学校」（新制中学校）が発足。小学校に併設される。
- 1948年（昭和23年）- PTAが発足。
- 1949年（昭和24年）
  - 4月 - 併設の小江中学校が隣村の深海中学校と統合され、「小江・深海村組合立有明中学校」となる。独立校舎が完成するまで、小学校併設を継続。
  - 5月 - 長崎県立諫早農業高等学校の定時制小江分校が併設される。
- 1950年（昭和22年）2月 - 有明中学校の校舎が完成し、中学校および諫早農業高校の小江分校との併設を解消。
- 1956年（昭和31年）9月30日 - 湯江・小江・深海の3村が合併し高来町が発足。これにより「高来町立小江小学校」に改称。
- 1959年（昭和34年）3月31日 - 統合により閉校。ただし統合校舎が完成するまでの間「高来町立高来西小学校小江校舎」として使用が継続される。
- 1961年（昭和36年）2月 - 統合校舎の完成により、小江校舎が廃止される。現在の小江公園の下（北緯32度53分36.6秒 東経130度6分50.5秒 / 北緯32.893500度 東経130.114028度）。

旧・深海小学校（※深海の読みは「ふかのみ」）
- 1873年（明治6年）- 深海村船津蟹喰名に「深海小学校」が創立。
- 1875年（明治8年）2月28日[2] - 第五大学区長崎県管下第一中学区高来郡の小学校として長崎県によって設置が認可される。
- 1878年（明治11年）- 郡制の施行により、北高来郡に属することとなる。
- 1880年（明治13年）- 榎堂に平分教場を設置。
- 1882年（明治15年）- 藤田尾村の児童が小江小学校から深海小学校に編入。「深海学区公立初等深海小学校」に改称。
- 1885年（明治18年）- 学区改定により「湯江学区公立初等深海小学校」に改称。
- 1886年（明治19年）- 小学校令の施行により、「尋常深海小学校」に改称。
- 1887年（明治20年）9月 - 平分教場を廃止。
- 1889年（明治22年）4月1日 - 町村制の施行により、深海村立の小学校となる。
- 1893年（明治26年）- 校舎を増築し、「深海尋常小学校」に改称。
- 1903年（明治36年）- 榎堂に分教場を開設。
- 1907年（明治40年）- 深海農業補習学校を併設し、夜間教授を開始。校長は小学校校長が兼任する。
- 1908年（明治41年）- 小学校令の改正により義務教育年限（尋常科の修業年限）が4年から6年に延長される。
  - 校舎を高松に移転し、高等科を併設の上「深海尋常高等小学校」に改称（尋常科6年・高等科2年）。榎堂分教場を廃止。
- 1916年（大正5年）- 併設の農業補習学校を昼間制の実業補習学校とする。女子裁縫科を設置。
- 1917年（大正6年）- 校舎を増築。
- 1935年（昭和10年）6月1日 - 青年学校令の施行により、深海実業補習学校が「深海青年学校」に改称。
- 1941年（昭和16年）4月1日 - 国民学校令の施行により、「深海村国民学校」に改称。尋常科を初等科に改める。
- 1947年（昭和22年）4月1日 - 学制改革（六・三制の実施）が行われる。
  - 深海村国民学校の初等科が改組され「深海村立深海小学校」となる。
  - 深海村国民学校の高等科と青年学校の普通科が改組され「深海村立深海中学校」（新制中学校）が発足。小学校に併設される。
- 1948年（昭和23年）- PTAが発足。
- 1949年（昭和24年）
  - 4月 - 併設の深海中学校が隣村の小江中学校と統合され、「小江・深海村組合立有明中学校」となる。独立校舎が完成するまで、小学校併設を継続。
  - 5月 - 長崎県立諫早農業高等学校の定時制深海分校が併設される。
- 1950年（昭和22年）2月 - 有明中学校の校舎が完成し、中学校および諫早農業高校の深海分校との併設を解消。
- 1954年（昭和29年）- 北校舎1棟を増築。
- 1956年（昭和31年）9月30日 - 湯江・小江・深海の3村が合併し高来町が発足。これにより「高来町立深海小学校」に改称。
- 1959年（昭和34年）3月31日 - 統合により閉校。ただし統合校舎が完成するまでの間「高来町立高来西小学校深海校舎」として使用が継続される。
- 1961年（昭和36年）2月 - 統合校舎の完成により、深海校舎が廃止される。現在は深海保育園の敷地となっている（北緯32度53分26.5秒 東経130度6分13.2秒 / 北緯32.890694度 東経130.103667度）。

統合・高来西小学校
- 1959年（昭和34年）4月1日 - 以上2校が統合され、「高来町立高来西小学校」が開校。名目上の統合で、旧2校を「小江校舎」・「深海校舎」として使用を継続。
- 1961年（昭和36年）2月 - 現在地に鉄筋コンクリート造3階建ての統合校舎が完成し、旧2校の全児童を収容（実質上の統合）。
- 1964年（昭和39年）5月 - 体育館が完成。
- 1966年（昭和41年）- 校歌・校旗を制定。
- 1967年（昭和42年）4月 - 特殊学級を設置。
- 1969年（昭和44年）9月 - 有明中学校[3]と共用のプールが完成。
- 1972年（昭和47年）- 学校池つき庭園が完成。
- 1979年（昭和54年）- 視聴覚室が完成。
- 1983年（昭和58年）4月 - 完全給食を開始。
- 1985年（昭和60年）- 保健室を教室棟に移転新設。
- 1990年（平成2年）9月 - 図書室を改装。
- 1992年（平成4年）9月 - 遊具施設を設置。
- 1994年（平成6年）6月 - 教育用パソコンを設置。
- 2001年（平成13年）4月 - 学校評議員制度が発足。総合的な学習の時間用の実習園を借用。高来町指定福祉教育研究発表会を開催。
- 2002年（平成14年）9月 - 図書ボランティアが発足。
- 2005年（平成17年）3月1日 - 市町村合併により「諫早市立高来西小学校」（現校名）に改称。
- 2009年（平成21年）4月 - 現在地（有明中学校跡地）に新校舎が完成し、移転を完了。
  - 旧校舎は解体され、跡地は現在グラウンド（北緯32度53分30.6秒 東経130度6分38.7秒 / 北緯32.891833度 東経130.110750度）となっている。

## アクセス
最寄りの鉄道駅
- JR九州 長崎本線 「小江駅」

最寄りのバス停
- 長崎県交通局（長崎県営バス）「小江駅前」バス停

最寄りの国道・県道
- 国道207号

## 周辺
- 深海郵便局
- 諫早警察署高来西警察官駐在所

## 関連事項
- 長崎県小学校一覧